# Siegfried Russwurm

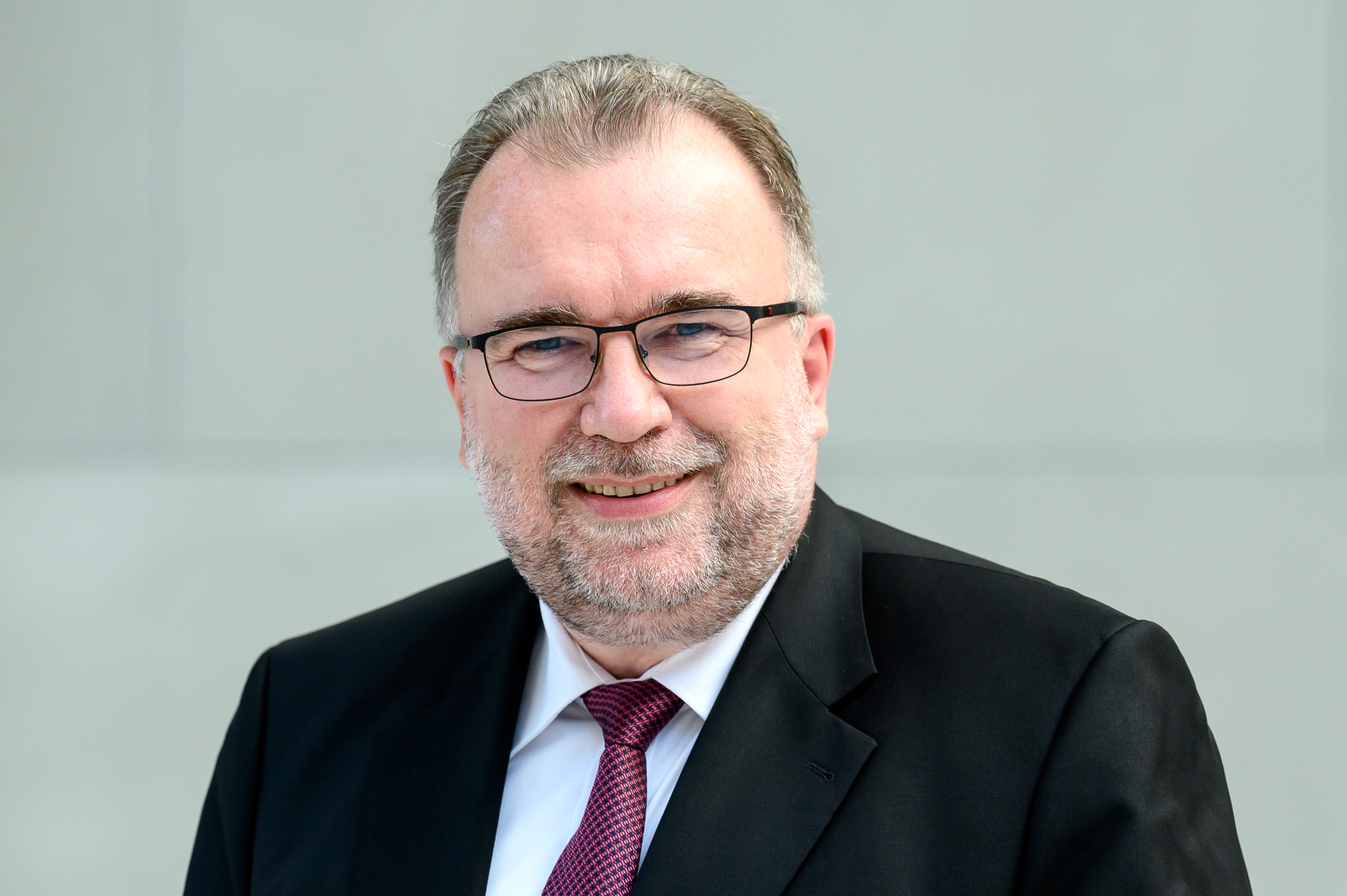
Siegfried Russwurm, 2020

Siegfried Russwurm (* 27. Juni 1963 in Marktgraitz) ist ein deutscher Manager. Er war von 2021 bis 2024 Präsident des Bundesverbandes der Deutschen Industrie (BDI). Er ist amtierender Aufsichtsratschef bei Thyssenkrupp und Voith Group sowie ehemaliges Siemens-Vorstandsmitglied.

## Leben

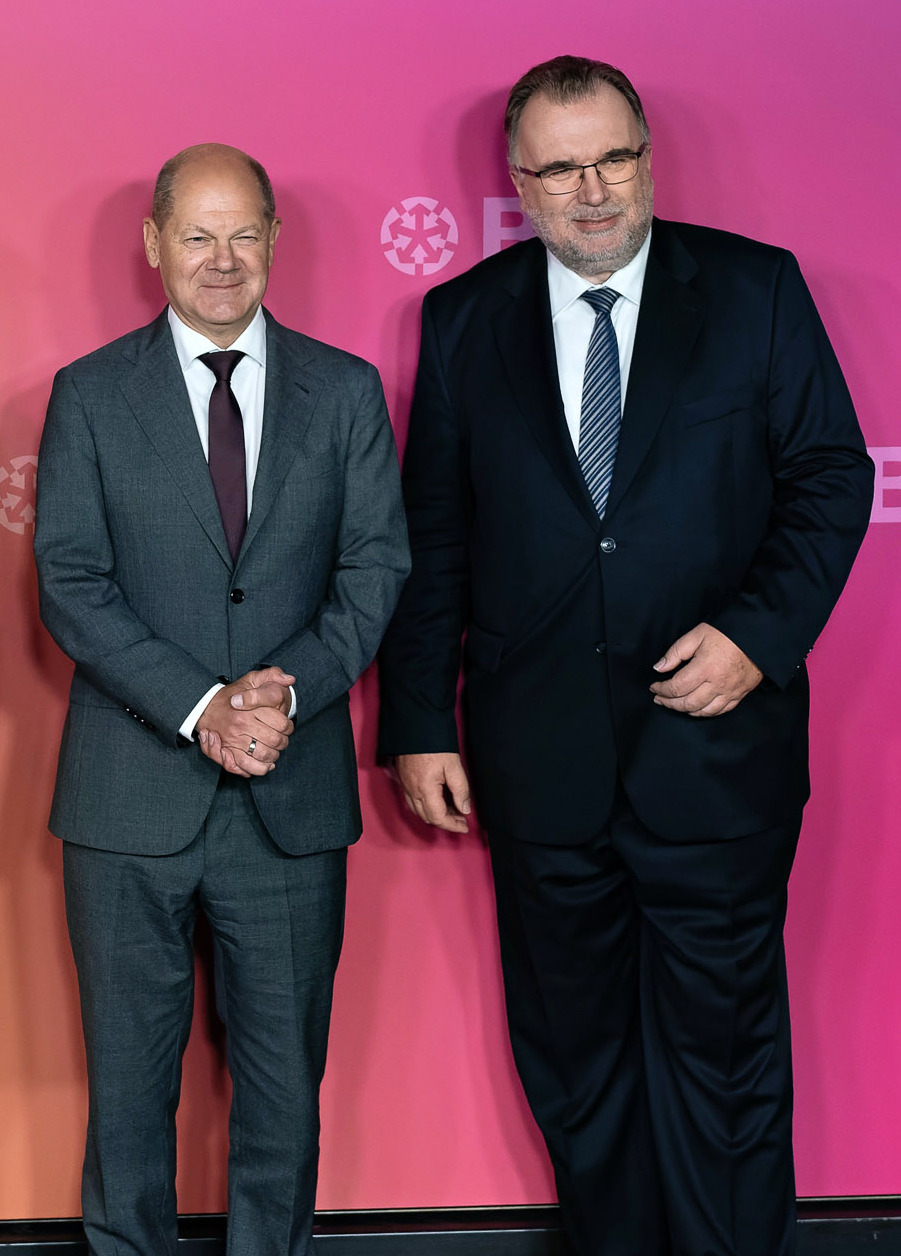
Russwurm mit Bundeskanzler Olaf Scholz beim Tag der Industrie 2023

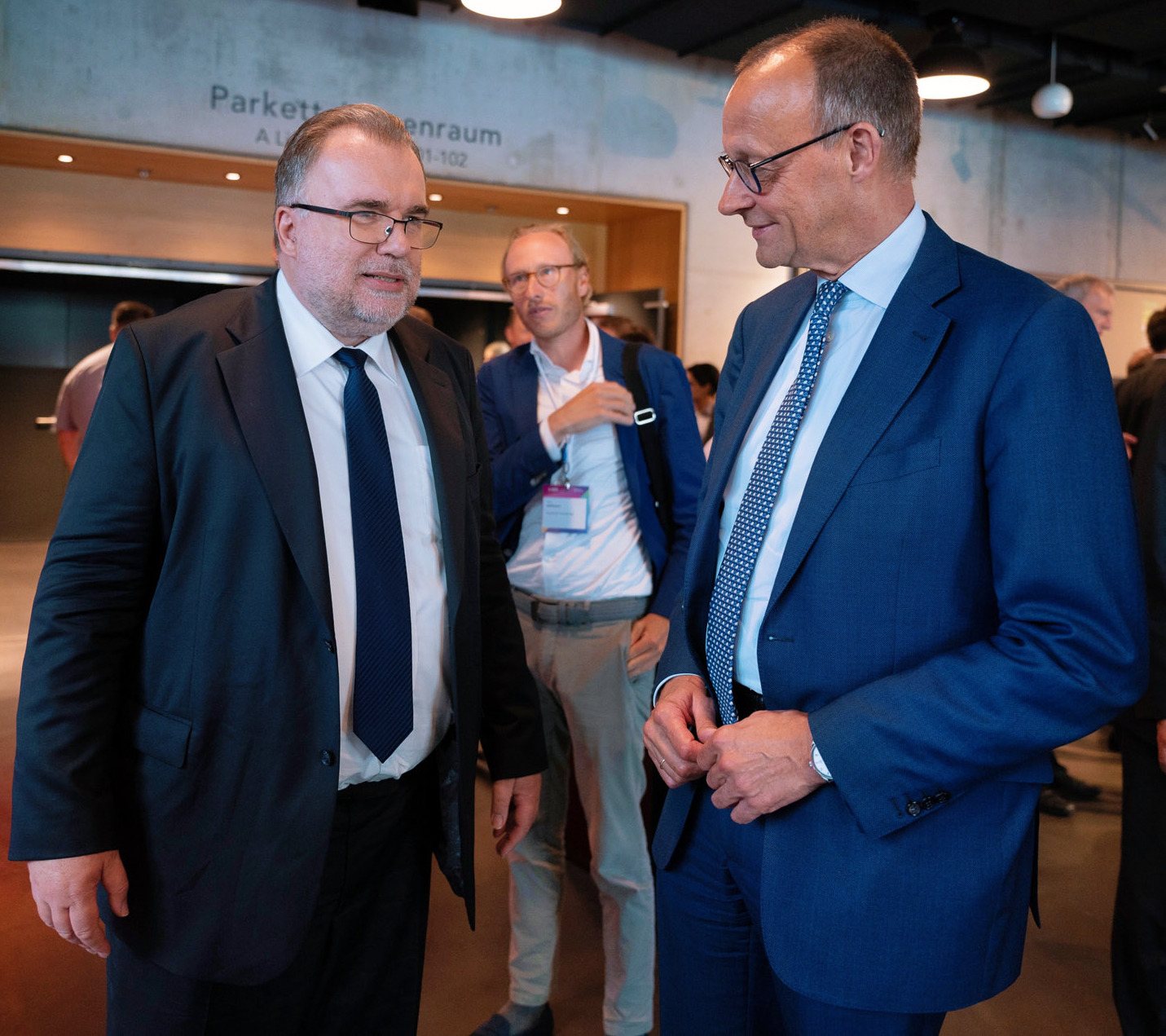
Russwurm mit Friedrich Merz beim Tag der Industrie 2023

Russwurm wuchs als Sohn eines Arbeiter-Ehepaars im oberfränkischen Lichtenfels auf. Dort besuchte er ein Gymnasium. Er schloss 1988 sein Studium der Fertigungstechnik an der Universität Erlangen-Nürnberg als Diplom-Ingenieur ab. Anschließend promovierte er 1991 als wissenschaftlicher Mitarbeiter am Lehrstuhl für Technische Mechanik mit einer Arbeit zur numerischen Simulation. Seit 2005 hält er dort Vorlesungen in Mechatronik, seit 2009 als Honorarprofessor für Mechatronik.
Im Oktober 2022 verlieh ihm die RWTH Aachen die Ehrendoktorwürde der Ingenieurwissenschaften. Von 2012 bis 2017 war Russwurm Mitglied des Hochschulsrates und hat den erfolgreichen Antrag des Exzellenzclusters „Internet of Production“ begleitet.
Er ist verheiratet und hat zwei erwachsene Kinder.

## Beruf
1992 begann Russwurm bei Siemens am Produktionsstandort Kemnath als Produktionsplaner und Projektleiter im Bereich Medizinische Technik. Es folgte 1999 ein Wechsel innerhalb des Konzerns nach Solna, Schweden, wo er die Leitung des Geschäftsgebiets Electromedical Systems mit Standorten in Schweden und den USA übernahm. 2003 wechselte er in die Industriesparte von Siemens und wurde Leiter des Geschäftsgebiets Motion Control Systems im Bereich Automation and Drives. Im Mai 2006 wurde er Mitglied im Bereichsvorstand von Siemens Medical Solutions. Im Januar 2008 wurde er in den Vorstand der Siemens AG berufen – zunächst als Personalvorstand und mit der regionalen Verantwortung für Europa, den Nahen Osten, Afrika und die GUS. 2010 übernahm er die Verantwortung für das gesamte Industriegeschäft des Siemens-Konzerns. Seit April 2019 gehört Russwurm auch dem Aufsichtsrat von Thyssenkrupp an. Die FAZ beschrieb ihn als einen „intellektuellen Vordenker der Industrie 4.0“. 2014 übernahm er die Rolle des Chief Technology Officers von Siemens und 2015 zusätzlich die Verantwortung für die Medizinsparte. Im März 2017 verließ er Siemens.
Seit März 2018 ist Russwurm Mitglied des Gesellschafterausschusses der Voith Group. Im März 2019 übernahm er den Vorsitz des Aufsichtsrats und Gesellschafterausschusses von Voith. Anfang Oktober 2019 wurde er zum Aufsichtsratsvorsitzenden von Thyssenkrupp gewählt.
Im Juni 2020 schlug Dieter Kempf, zu diesem Zeitpunkt Präsident des Bundesverbands der Deutschen Industrie (BDI), Russwurm als seinen Nachfolger vor. Im November 2020 folgte die Mitgliederversammlung des BDI diesem Vorschlag und wählte Russwurm ohne Gegenstimme zum BDI-Präsidenten. Dieses Amt trat Russwurm zum 1. Januar 2021 an und wurde im November 2022 erneut ohne Gegenstimme für eine zweite Amtszeit gewählt. Seine zweite Amtszeit endete zum Jahresende 2024. Als BDI-Präsident folgte ihm Peter Leibinger nach.

## Engagement
Siegfried Russwurm ist Mitglied des Präsidiums und Senator der Deutschen Akademie der Technikwissenschaften (acatech) und des Vorstands der Deutsch-Schwedischen Handelskammer. Er war Vorsitzender der Nordafrika-Mittelost-Initiative der deutschen Wirtschaft (NMI) unter dem Dach des BDI, Vorsitzender der Plattform Industrie 4.0 einiger BDI-Mitgliedsverbände sowie engerer Vorstand des BDI-Mitgliedsverbands der Maschinen- und Anlagenbauer, VDMA. Als Personalvorstand und Arbeitsdirektor von Siemens gehörte er von 2008 bis 2010 dem Präsidium der Bundesvereinigung der Deutschen Arbeitgeberverbände (BDA) an. Russwurm war darüber hinaus von 2017 bis 2021 Mitglied des als Schlichtungsgremium geschaffenen Beirats des größten deutschen Fleischkonzerns Tönnies.
Aufgrund seines Engagements zeichnete der Verein Deutscher Ingenieure (VDI) Siegfried Russwurm im Mai 2025 mit der Grashof-Denkmünze aus.

## Publikationen
- Siegfried Russwurm: Software: Die Zukunft der Industrie. In: Ulrich Sendler (Hrsg.): Industrie 4.0. Beherrschung der industriellen Komplexität mit SysLM. Springer, Heidelberg 2013, S. 21–36, ISBN 978-3-642-36917-9.
- als Hrsg., mit Joachim Lang (Hrsg.): Die europäische Alternative: Unser Weg in Zeiten des globalen Umbruchs. Verlag Herder, Freiburg/Basel/Wien 2021, ISBN 978-3-451-39071-5.
- mit Tanja Gönner (Hrsg.): Wie gestalten wir unsere Beziehungen zu China? Verlag Herder, Freiburg im Breisgau 2022, ISBN 978-3-451-03369-8.